# 阿德恩克罗夫特 (特拉华州)
阿德恩克罗夫特（英語：Ardencroft）是美国特拉华州纽卡斯尔县下属的一座村落，面积为0.23平方公里，均为陆地。2011年的数据显示该地有人口232人。论人口在本州排行第47。